# Walther Wenck
Walther Wenck (Wittenberg, 18 september 1900 – Bad Rothenfelde, 1 mei 1982) was een Duitse militair. Wenck was een van de jongste generaals in het Duitse leger. Aan het einde van de Tweede Wereldoorlog voerde hij het bevel over het Twaalfde Leger, dat zich overgaf aan de Amerikanen teneinde Russische gevangenschap te voorkomen. Wenck en zijn leger speelde een sleutelrol in de Slag om Berlijn.

## Oostfront
Van 1939 tot 1942 was Wenck bevelhebber in de 1e Pantserdivisie. In 1942 werd hij tot instructeur benoemd als stafchef bij de Oorlogsacademie, en in hetzelfde jaar stafchef voor het 57e Pantserkorps en later van het 3e Roemeense Leger aan het oostfront. Wenck bleef ook daarna aan het oostfront, en in 1943 werd hij stafchef van het 1e Pantserleger. In 1944 was hij stafchef bij de Heeresgruppe Südukraine.
Op initiatief van generaal Heinz Guderian nam Wenck op 15 februari 1945 het bevel op zich van wat een van de laatste grote Duitse tankoffensieven zou worden van de oorlog: operatie "Unternehmen Sonnenwende" aan het oostfront, in het gebied Pommeren (grensstreek Polen/Duitsland). Naar schatting 300 tanks vielen Sovjetposities aan. De operatie was slecht voorbereid en werd gekenmerkt door veel logistieke problemen en matige bevoorrading. Het eindigde met een Sovjetoverwinning op 18 februari 1945.

## Westfront
Als generaal van een van de laatst resterende pantsertroepen kreeg Wenck op 10 april 1945 het bevel om met het 12e Leger het zuidwesten van Berlijn te verdedigen. Daar werd Berlijn bedreigd door de westelijke geallieerden, met name Amerikaanse en Britse troepen.
Vanwege de opmars van de Sovjettroepen verschoof het oostfront intussen snel naar het westen waardoor de achterste linies van het oost- en westfront in elkaar overliepen. Vluchtelingen uit het oosten waren bang in de handen van de troepen van de Sovjet-Unie te vallen, in het besef dat hun lot daar aanzienlijk slechter zou zijn (in het oosten verliep de oorlog aanzienlijk harder als gevolg van de rassenpolitiek der nazi's; nadat de Sovjet-Unie het initiatief tot overwinningen van de Duitsers overnam was de situatie voor de Duitse overwonnenen evenmin bepaald niet rooskleurig). Massaal werd gepoogd naar het westen te vluchten en aldus vermengde de vluchtelingenstroom zich in de bossen ten zuiden van Berlijn met de troepen van Wenck. Vanuit zijn Führerbunker zond de Duitse dictator Adolf Hitler veldmaarschalk Keitel met een opdracht naar Wenck: hij moest onmiddellijk het zuidwesten van Berlijn gaan verdedigen en daartoe contact zoeken met het tegen de Sovjets strijdende 9e Leger van generaal Theodor Busse, en vervolgens gezamenlijk de vanuit het zuiden komende Sovjettroepen het hoofd bieden. Dit betekende dat Wencks troepen letterlijk een draai van bijna 180 graden moesten maken.
Wenck hoorde met zijn officieren de opdracht aan, maar besloot na vertrek van Keitel het bevel slechts deels uit te voeren. Daarnaast besloot hij een corridor te maken naar de westelijke geallieerden, waarlangs de vluchtende burgers en de militairen van Busse vanuit het oosten konden ontkomen.
Een deel van het 12e Leger viel de Sovjets aan, maar kwam niet verder dan Potsdam. De tegenstand was veel te groot. Vanuit de Führerbunker werd tot op het laatst driftig getelefoneerd en getelegrafeerd met instructies en verzoeken om rapporten. Intussen poogde Wenck zijn leger en restanten van Busse's 9e Leger, alsmede vele burgers, over de rivier de Elbe en door de bossen bij Halbe te evacueren. Tienduizenden lieten echter in de bossen het leven onder het moordende Sovjetvuur van artillerie en luchtmacht (tot op de dag van vandaag worden in het gebied rond Halbe nog menselijke resten gevonden). Naar schatting wisten uiteindelijk 250.000 vluchtelingen, waaronder 25.000 militairen, naar het westelijke front te ontkomen.

## Na de oorlog
Wenck zat na de oorlog in krijgsgevangenschap tot 1947. In 1982 kwam hij bij een auto-ongeluk om het leven.

## Militaire loopbaan
- Unteroffizier: 1919[3]
- Fahnenjunker: 12 augustus 1919[3]
- Fähnrich: 1 november 1921[3]
- Oberfähnrich: 1 november 1922[3][7]
- Leutnant: 1 februari 1923[3][7]
- Oberleutnant: 1 februari 1928[3][7]
- Hauptmann: 1 mei 1934[3][7]
- Major: 1 maart 1939[3][7]
- Oberstleutnant i.G.: 1 december 1940[3][7][4]
- Oberst i.G.: 1 juni 1942[3][7][4]
- Generalmajor: 1 maart 1943 (RDA van 1 augustus 1943)[3][7] - 1 februari 1943[4]
- Generalleutnant: 1 april 1944[3][7][5]
- General der Panzertruppe:[7] 4 april 1945 (RDA van 1 oktober 1944)[3] - 1 april 1945[5]

## Decoraties
- Ridderkruis van het IJzeren Kruis op 28 december 1942 als Oberst i.G. en Chef des Generalstabs bei der Roemeense 3. Armee[7][3][8][9][5]
- Duitse Kruis in goud op 26 januari 1942 als Oberstleutnant i.G. en Ia of 1.Panzer-Division[7][3][8][5]
- IJzeren Kruis 1939, 1e Klasse[5] (4 oktober 1939)[7][3][8] en 2e Klasse[5] (13 september 1939)[7][3][8]
- Gewondeninsigne 1939 in zwart op 18 mei 1940[3][8]
- Rijksinsigne voor Sport in zilver[3] en brons[3]
- Medaille Winterschlacht im Osten 1941/42 op 1 augustus 1942[3][8]
- Dienstonderscheiding van Leger en Marine voor (18 dienstjaren)[3]
- Anschlussmedaille op 4 september 1939[3][8]
- Commandeur in de Orde van de Ster van Roemenië met Zwaarden op 12 maart 1943[7][3]
- Orde van het Oorlogskruis (Slowakije), 3e Klasse op 21 september 1942[3][8]
- Panzerkampfabzeichen[5]

## Recent
- De Zweedse band Sabaton schreef voor hun album Heroes uit 2014 het nummer Hearts of Iron dat gaat over de redding door Wenck van het 9e Leger en de 250.000 Duitse vluchtelingen tijdens de Slag om Berlijn.